# Lista conților de Aversa
În 1030, primii normanzi care au pus piciorul în sudul Italiei au constituit comitatul de Aversa, atunci când ducele Sergiu al IV-lea de Neapole a acordat orașul Aversa și împrejurimile acestuia, sub forma unui comitat, lui Rainulf Drengot. Titlul de conte de Aversa a fost purtat de următorii:
- Rainulf I, 1030-1045 (ulterior, duce de Gaeta, 1041-1045)
- Asclettin 1045 (nepot de frate) (duce de Gaeta, 1045)
- Rainulf al II-lea Trincanocte 1045-1048 (văr)
- Herman 1048-1049 (fiu)
- Richard I 1049-1078 (văr)

În 1058, Richard a cucerit și principatul de Capua, moment din care conții de Aversa au devenit principi de Capua. 